# Hattula
Hattula – gmina w Finlandii, położona w południowo-zachodniej części kraju, należąca do regionu Kanta-Häme.